# カルロス・カブレラ
カルロス・ロドリーゴ・カブレラ（Carlos Rodrigo Cabrera、1959年10月18日 - ）は、コロンビア出身のアナウンサー、プロレスの実況担当者。1993年よりカラー・コメンテーターのヒューゴ・サビノビッチと共に、WWEのスペイン語放送の実況を担当している。